# I Wanna Go
I Wanna Go je pjesma američke pop pjevačice Britney Spears. Objavljena je 13. lipnja 2011. godine. Izašla je kao treći singl s njenog sedmog studijskog albuma Femme Fatale. 